# Агавелян, Сергей Давидович
Сергей Давидович Агавелян (Агавемян, Агавельян, в иностр. литературе англ. Serge Agavelian; 22 марта 1913, село Бист, Эриванская губерния, Российская империя — 14 июля 1995, Москва, Россия) — советский военный деятель, музейный работник. Старший инженер полка «Нормандия-Неман». Принимал участие в создании бомбардировщиков Ту-4, Ту-16, Ту-95 «Медведь», гражданских лайнеров Ту-104, Ту-114. Основатель и первый директор музея А. Н. Туполева.

## Биография
Агавелян родился 22 марта 1913 года в Нахичеванском уезде Эриванской губернии. Обучался в Институте энергетики в Москве. В 1937 году стал членом РККА. В 1941 году окончил академию ВВС СССР.
Служил старшим техником эскадрильи 19-го Запасного авиаполка в Новосибирске, с марта 1942 по август 1943 годов был старшим техником эскадрильи 18-го Гвардейского истребительного авиационного полка, с августа 1943-го по октябрь 1945 года являлся старшим инженером 1-го отдельного истребительного авиаполка «Сражающейся Франции» «Нормандия».
С 1945 по 1965 год служил в качестве военного представителя на заводах авиационной промышленности КБ Туполева. С 1965 по 1970 годы работал в НИИ авиационной технологии и организации производства (НИАТ). В качестве ведущего инженера участвовал в работах над бомбардировщиками Ту-4, Ту-16, Ту-95 «Медведь», гражданских лайнеров Ту-104, Ту-114.
В 1970 г. вышел в отставку в звании инженер-полковника. Основатель и первый директор музея А. Н. Туполева. Председатель совета советских ветеранов полка «Нормандия — Неман».
Агавелян был удостоен не только советских орденов и медалей, но и награждён орденом Почетного легиона (Франция), который вручал лично Шарь де Голль.
С. Д. Агавельян внёс весомый вклад не только в отечественное авиастроение, но и в техническое музееведение, в укрепление советско-французской дружбы и межкультурных связей. В частности, Сергей Давидович был основателем и первым директором музея А. Н. Туполева — экспертом, сформировавшим его базовую экспозиционную концепцию и миссию. Кроме того, при его деятельном участии были основаны школьные музеи «Нормандии — Неман» в Москве, Туле, Орле, Новосибирске и других городах.
Скончался 14 июля 1995 года в Москве. Кроме советских военных наград, награждён орденом Почетного легиона и Военным крестом с двумя пальмами.

## Награды
- Орден Отечественной войны II степени[1]
- Орден Почётного легиона[6]
- Медаль «За победу над Германией в Великой Отечественной войне 1941—1945 гг.»
- Медаль «За взятие Кенигсберга»[2]
- Почётный житель г. Парижа[3]